# Stema Transilvaniei

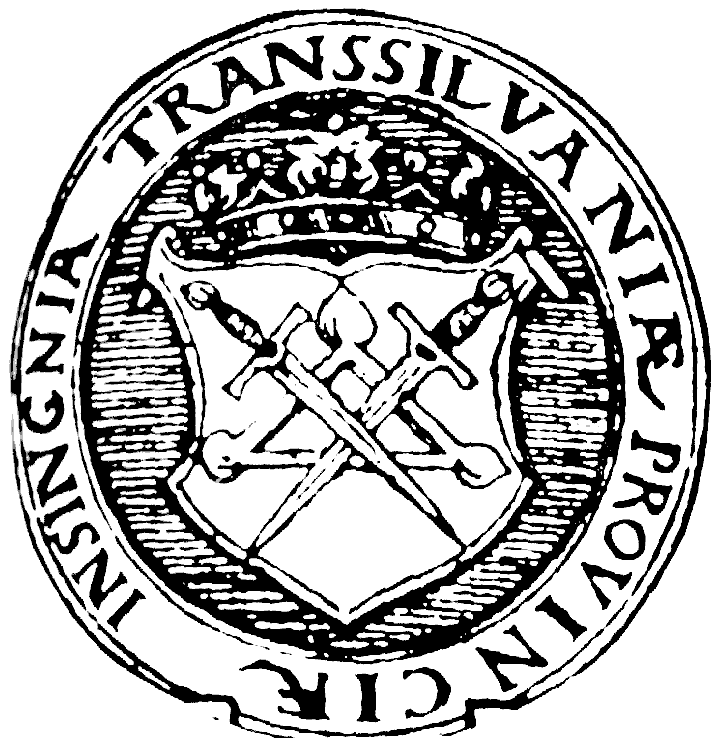
Sigiliu al Transilvaniei conținând ca stemă trichetul sibian (1550).

Stema Transilvaniei

Stema Transilvaniei, așa cum e cunoscută ea astăzi, a fost standardizată spre sfârșitul secolului al XVI-lea. Conducătorii acestui voievodat  folosiseră din vechime sigilii pentru a-l reprezenta, însă ele conțineau armele personale, câteodată în combinație cu elemente din stema Regatului Ungar, ori alte reprezentări. Lucrarea lui Georg von Reicherstorffer din 1550 prezintă ca stemă a Transilvaniei trichetul sibian cu două săbii încrucișate.
Tradiția acvilei ca simbol al Transilvaniei era mai veche, armorialele germane din secolele al XV-lea - al XVI-lea indicând un scut despicat, argint și albastru, și o acvilă suprapusă cu o cromatică inversă. De asemenea, Universitatea regnicolarilor din comitatele Transilvaniei, condusă de către voievod, deținea un steag propriu numit acvilă.  
Acvila neagră (Corvus) reprezentând puterea și dreptatea, soarele și luna reprezentând respectul și toleranța, sunt simboluri preluate de pe stema familiei Corvin.  
În 1596 Levinius Hulsius publică lucrarea sa „Cronologia”, în care desemnează ca stemă a Transilvaniei un scut tăiat ce cuprinde în partea superioară o acvilă ieșindă, iar în cea inferioară șapte munți cu șapte turnuri suprapuse. Această reprezentare avea să fie preluată mai departe de către principele Sigismund Bathory în stema sa de stăpânitor al celor trei țări românești — potrivit tratatelor din 1595.
În secolul al XVII-lea stema Transilvaniei era reprezentată tot mai clar, având trei câmpuri heraldice, prin apariția brâului roșu din mijloc (folosit prima oară de principele Mihai Apafi I, pe talerii din 1666). Acvila este reprezentată doar pe jumătate ca simbol al poziției de apărare pe care o are (ea însăși se află într-o cetate, fâșia roșie). Această stemă a fost folosită de-a lungul secolului al XVII-lea de către principii transilvăneni, împreună cu blazoanele familiale. Oficial, în Imperiul Austriac stema Transilvaniei a fost instituită prin decret pe vremea împărătesei Maria Terezia, în 1765, la trei zile după ce Principatul Transilvaniei a fost ridicat de către aceasta la rangul de Mare Principat, pe 2 noiembrie.
În timpul Revoluției Pașoptiste reprezentanții românilor transilvăneni au protestat împotriva desființării autonomiei Transilvaniei prin arborarea culorilor stemei Transilvaniei, albastru, roșu și galben, culori care au devenit, în semn de solidaritate, culorile naționale ale tuturor românilor.
Stema Transilvaniei este alcătuită dintr-un scut tăiat de un brâu roșu îngust. În cartierul superior, pe fond albastru, se află o acvilă ieșindă neagră, cu capul spre dreapta (spre stânga privitorului), cu cioc de aur și limbă roșie, însoțită de un soare de aur în dreapta (în stânga privitorului) și o semilună crescândă de argint în stânga (în dreapta privitorului). În cartierul inferior, pe fond de aur, se regăsesc șapte turnuri roșii crenelate, dispuse pe două rânduri: 4; 3. Acest scut este timbrat de o coroană închisă și are doi tenanți feminini în vestimentație antică, reprezentând Justiția (dreapta) și Recompensa (stânga). Aceste elemente decorative nu au fost reprezentate pe nici un alt document cunoscut până în prezent de către istorici și heraldiști.
Stema Transilvaniei a fost cuprinsă în stema mijlocie a Regatului Maghiar din anul 1867, iar după Unirea din 1918 și până la proclamarea statului național-legionar în 1940, a făcut parte din stema României. În prezent, nu are un statut oficial, stema națională prezentând o variantă modificată a acesteia.

## Galerie de steme și steaguri

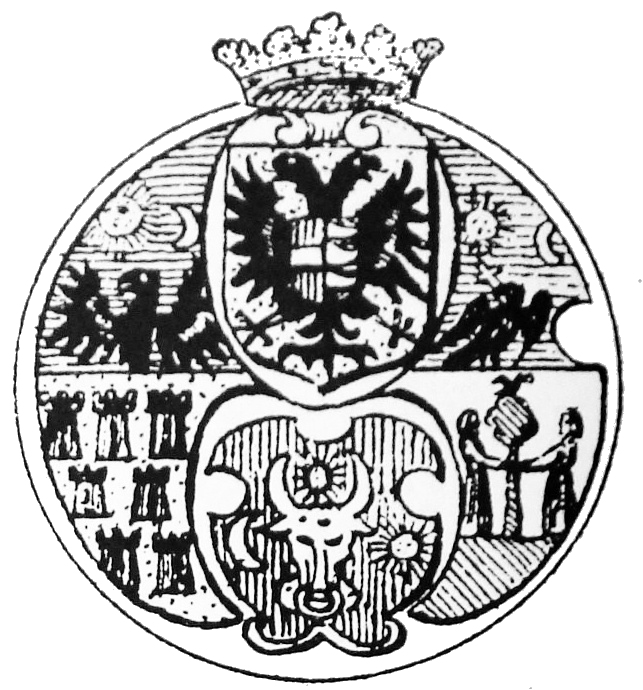
Stema unită a lui Sigismund Báthory (1597)
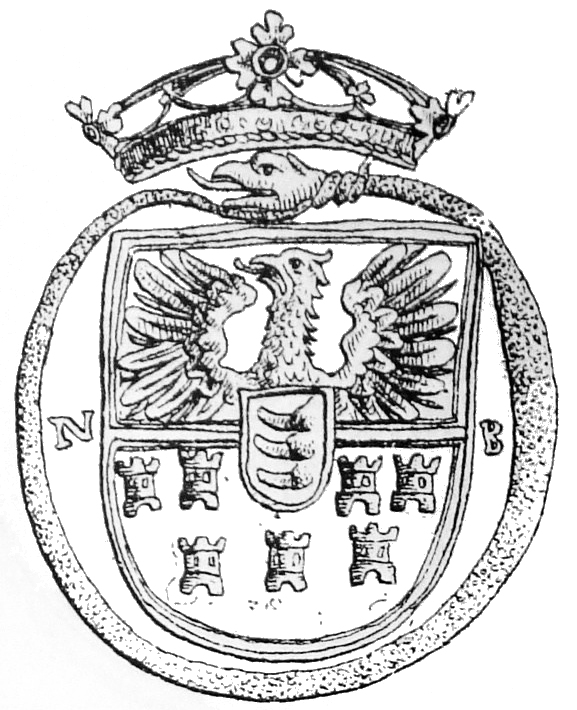
Stema Monetară a lui Gabriel Báthory (1609)
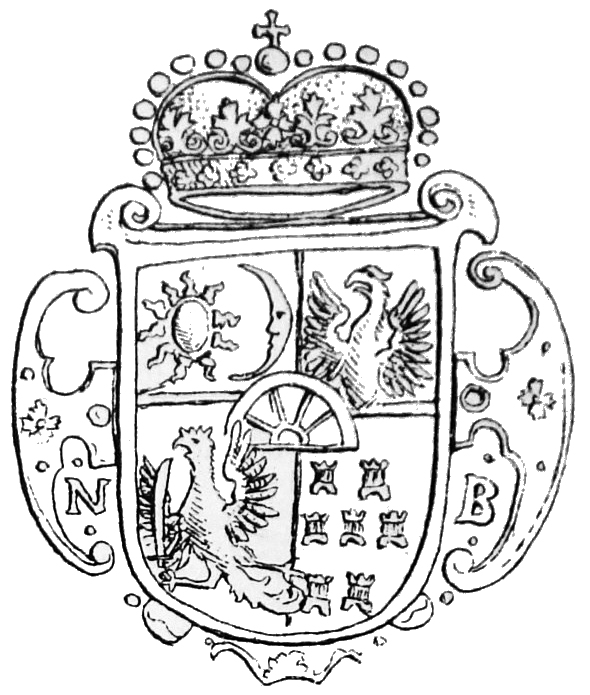
Stema Monetară a lui Gheorghe Rákóczi I (1645)
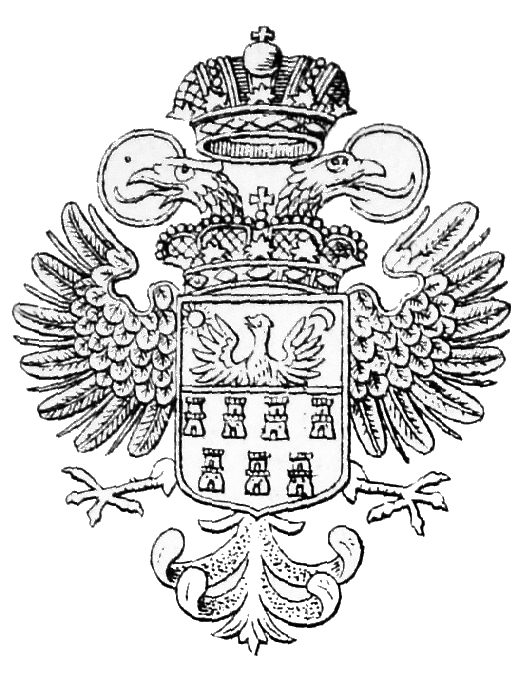
Stema Monetară a Mariei Terezia (1764)
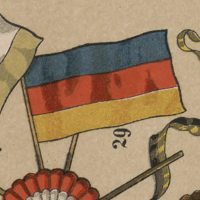
Steagul Transilvaniei (1900)
Stema Transilvaniei pe Stema României, scutul din dreapta - jos.